# Chevez Goodwin
Chevez Goodwin   (Columbia, 27 de febrer de 1998) és un jugador de bàsquet estatunidenc. Amb 2,06 metres d'alçada juga a la posició d'ala pivot. D'ençà del 2024 forma part de la plantilla de l'Hiopos Lleida de la Lliga ACB.

## Trajectòria
És un jugador format a l'AC Flora High School i a la Hammond School de la seva ciutat natal, abans d'ingressar el 2016 al College of Charleston per a jugar la temporada 2016-17 amb els Charleston Cougars. El 2018 va incorporar-se al Wofford College de Spartanburg, on va jugar dues temporades la NCAA amb els Wofford Terriers fins al 2020. En 2020 va traslladar-se a la Universitat del Sud de Califòrnia, on va jugar dues temporades la NCAA amb els USC Trojans fins al 2022.
Després de no ser draftejat el 2022, el 3 d'agost del 2022, va fitxar pe l'Aris Salònica BC de l'A1 Ethniki. La temporada 2023-24 va fitxar pel Rostock Seawolves de la Lliga alemanya de bàsquet, amb el qual va fer una mitjana de 12,4 punts, 6,4 rebots de mitjana per partit. El 6 de desembre de 2024 va fitxar pel Hiopos Lleida de la Lliga ACB de bàsquet.